# Glasin
Glasin är en kommun och ort i Landkreis Nordwestmecklenburg i förbundslandet Mecklenburg-Vorpommern i Tyskland.
Kommunen ingår i kommunalförbundet Amt Neukloster-Warin tillsammans med kommunerna Bibow, Jesendorf, Lübberstorf, Neukloster, Passee, Warin, Zurow och Züsow.